# 蔡如柏
蔡如柏（1899年—1937年12月），中华民国陆军第66军160师第956团团长，广西邕宁人。1937年12月在南京战役的突围战中战死殉国，次年春被国民政府追赠陆军少将衔。

## 生平
蔡如柏从广西陆军干部养成所毕业后，历任排长、营长等职务。1936年，國民革命軍陆军第1集团军扩编，蔡如柏升任第11师参谋长。后第11师解散，又调任第66军第160师上校参谋处长。1937年8月，蔡如柏跟随第66军北上参加淞沪会战。彼时第160师师长、副师长和参谋长都被调到第66军军部工作，蔡如柏一人负责全师的作战补给军务。
上海失守后，第66军被调到南京，蔡如柏调任第160师956团团长。1937年12月，蔡如柏率部驻守汤山，8日汤山失守后，随第66军退至大水关休整。12日，第66军突围至汤山，与日本陆军中将中岛今朝吾指挥的第16师团主力遭遇，蔡如柏在战斗中殉国成仁，时年37岁。